# 戀肚臍

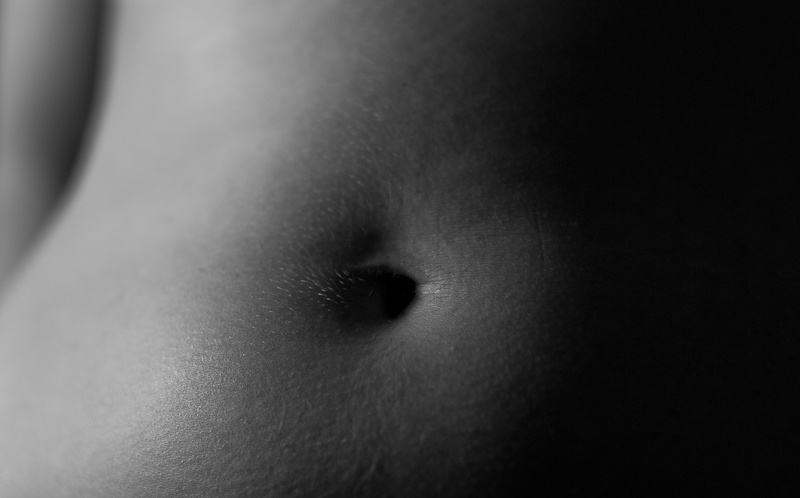
女性的肚臍照片

戀肚臍（英語：Navel fetishism、或）是一種認為人類的肚臍產生性吸引力的戀物癖類型。
一項研究指出，它在戀物癖之中的盛行率居中；在2012年時，依據月平均統計，它是Google熱門關鍵字搜尋排行上第2熱門的戀物癖詞彙。

## 刺激

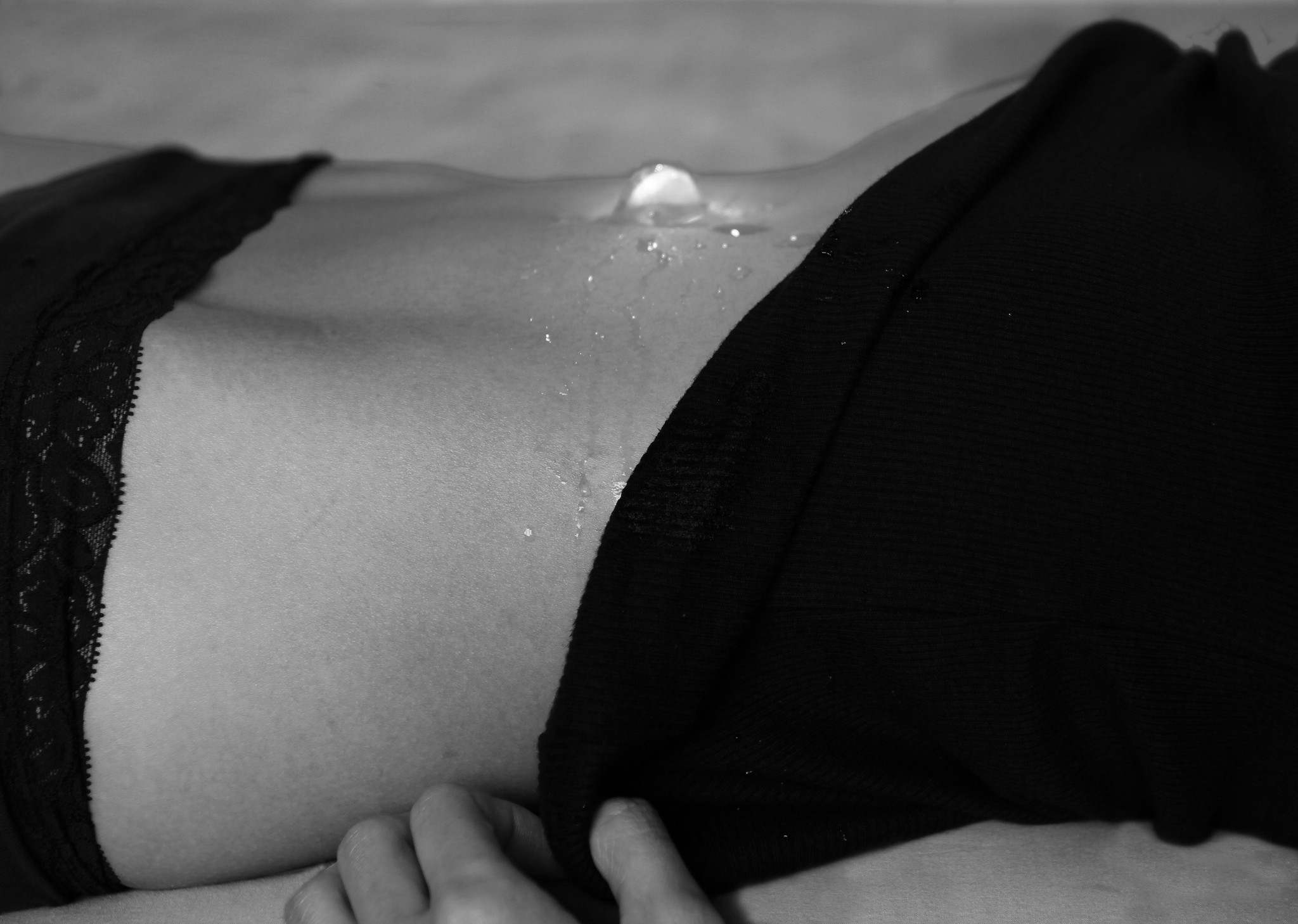
在肚臍上放冰塊可以增加情慾。

戀肚臍癖者的慾望可以透過各種刺激來喚起，包括一些關鍵詞、想法或與肚臍相關的物件。

### 肢體活動

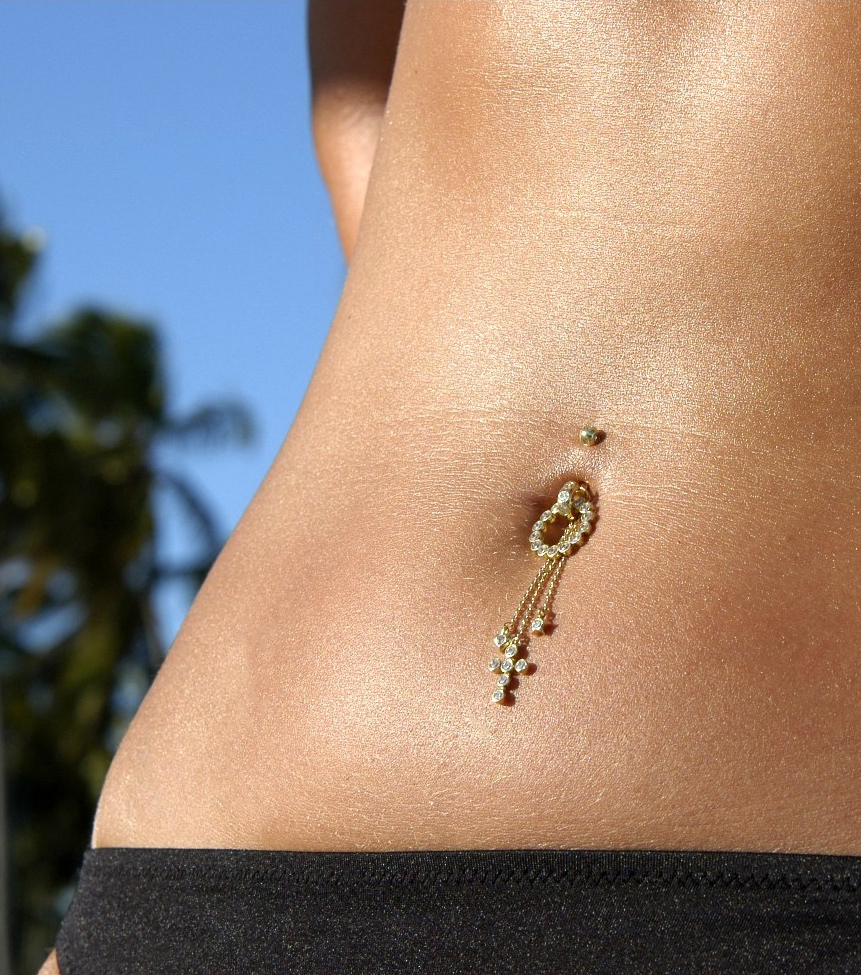
肚臍環。

一些與肚臍的肢體活動可以喚起戀肚臍癖的性慾。這些肢體行為包括用舌頭舔肚臍或是用防曬乳、乳液等液體塗抹肚臍。一些戀肚臍癖者會舔拭或吸吮傾倒在肚臍週圍的香檳、蜂蜜、巧克力醬、鮮奶油等物品來誘發性慾。同樣地、在水底下用舌頭舔肚臍，用冰塊放置在肚臍上或用冰塊摩擦肚臍都可以產生色情感。
肚臍是一個高度敏感的性感帶，當手指或舌頭輕觸肚臍和肚臍下方的區域時，性慾會因此萌生，有些人的該區域更是敏感。這些方式包括對肚臍搔癢、舔拭、呼氣、或是用羽毛、花瓣挑逗，對肚臍指交也是常見的作法。
一些人則喜歡從事虐待肚臍的行為，例如吸或拉扯肚臍（通常使用注射器），將熱油或蠟油滴在肚臍上、用針刺肚臍或穿肚臍環
戀肚臍癖者通常會將焦點放在伴侶的肚臍上，但也可能對自己的肚臍產生興趣。
土耳其的一名性工作者表示，有些男性會試圖以他們的陰莖插入她的肚臍來進行性交。

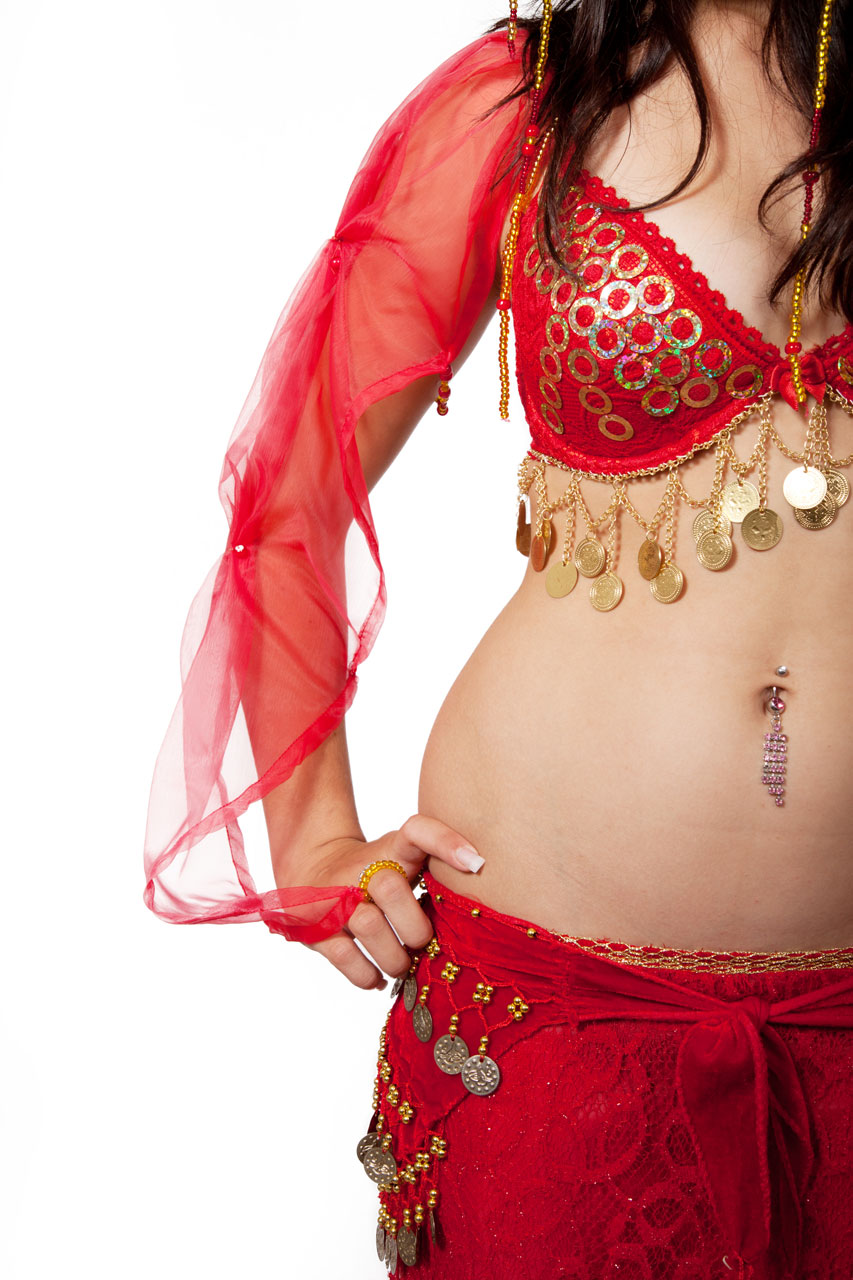
肚皮舞舞者往往穿有脐环。

### 觀看與幻想
一些戀肚臍癖者會觀看他人的肚臍來滿足慾望。在異性戀男性的情況下、觀看穿比基尼、低腰褲、露臍上衣的女性就是這樣的例子，而主動露出肚臍也被視為可以產生性刺激。印度記者巴奇·卡爾卡里亞（Bachi Karkaria）曾經評論：「肚臍是一塊性感帶，這就是為什麼暴露它會成為一種時尚，女人已經知道男人會為它而傾倒。」
上述的肢體動作很普遍地出現在世界各地的影視裡，而且比一般的色情影片更為普及
模特兒Wonder Hussy在她的部落格中曾張貼戀肚臍癖的影片，在影片裡、她用手指逗弄自己的肚臍。其它模特兒，例如Elan kane 、Indica等也都有刊登過類似的影片。
當肚皮舞者在跳舞時，通常會在自己的肚臍上穿環或以亮片裝飾，讓她們的表演更具魅力，不僅是表演者，許多女性在日常生活中也會以提升魅力為由在自己的肚臍上加以點綴。這類型的裝飾也能對戀肚臍癖者產生性刺激。在印度，紗麗露出肚臍的比例比西方服裝更高，而對於一些印度男人來說，女性露出肚臍會被認為是在施加性刺激。
有時候、只要光憑幻想而不必實際看到肚臍就能產生性刺激，一些戀肚臍癖者可以只靠幻想肚臍來產生性快感。薩摩亞人發現投向肚臍的視線可以產生性刺激。

### 情色書刊
1970年，金賽學院刊行一份短命的雜誌《肚臍雜誌》（Belly Button Magazine），僅僅描述了對肚臍進行性交等對腹部的物理行為的圖像。 
2011年，出版成人漫畫的MTJ出版公司發表一期肚臍特輯《NAVEL MANEUVERS 1: Bellybutton-Tickling Erotica》2014年，一份名為《BELLYBUTTON FETISH: Erotic and naughty stories for bellybutton lovers》的色情電子刊物在亞馬遜網站上販售。同年，MTJ出版了第二期的肚臍特輯。

## 延伸至其它戀物癖
戀臍癖者通常也會有戀腹癖 
有一些則與虐戀關連，因為一些戀臍癖者喜歡施加或接受對肚臍的虐待。
另外有一些人會偏向從事物理行為，例如肚控（Belly）的人或增肥癖（Feederism）者或會刻意擴張肚子。

## 在網際網路上的盛行

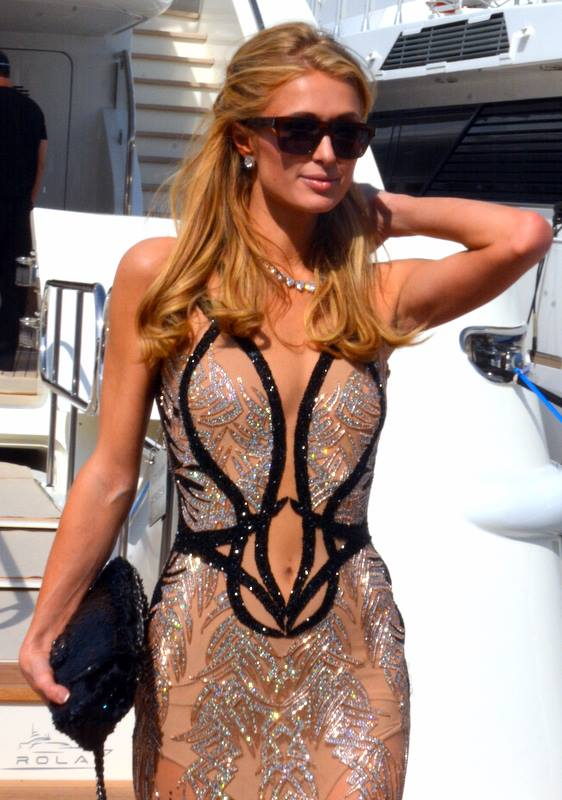
芭黎絲·希爾頓的肚臍被認為是2015年最受歡迎的知名肚臍之一。

### 早期
在1990年代末期，有一些麻雀雖小、五臟俱全的網站供戀臍癖者分享訊息，例如 ProBoards 或 InsideTheWeb，這些網路論壇有著不同的戀物癖主題，但是在更大型的色情網站和社交網站大量出現之後，這些網站一個接著一個地停止營運了。
戀肚臍癖者Mike Brooklyn陳述：「現在這些論壇之所以關閉，可能是因為網站空間的提供者不再願意提供或是維護。」並提到「The Original Bellybutton Forum」這個網站開始流行起來，但因為管理問題而關閉，之後出現的「BellyLove」網站也是同樣的結果。
在一些日本色情电影里，存在着不少色情女演员的肚脐被舔，亲，抚摸的片段。

### 近來
至2017年仍活躍的網站有「BellyInc」和「Navelicious」，這些論壇內有各種與肚臍相關的影片、照片，由愛好肚臍的人組成。至2015年1月，BellyInc上最受歡迎的肚臍包括艾蜜莉·瑞特考斯基、芭黎絲·希爾頓和凡妮莎·哈金斯。
除此之外，Reddit、DeviantArt和Experience Project
上也有一些公開的戀肚臍癖者。

## 名人
以下是一些偏好肚臍的名人：

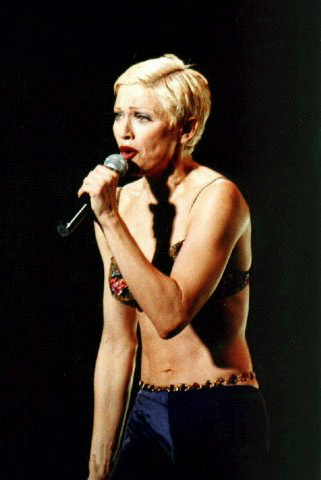
穿露臍裝的瑪丹娜

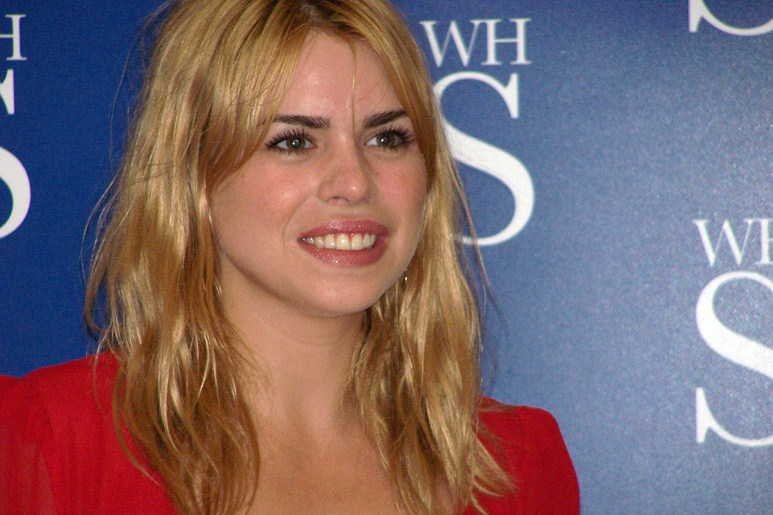
比莉·派柏

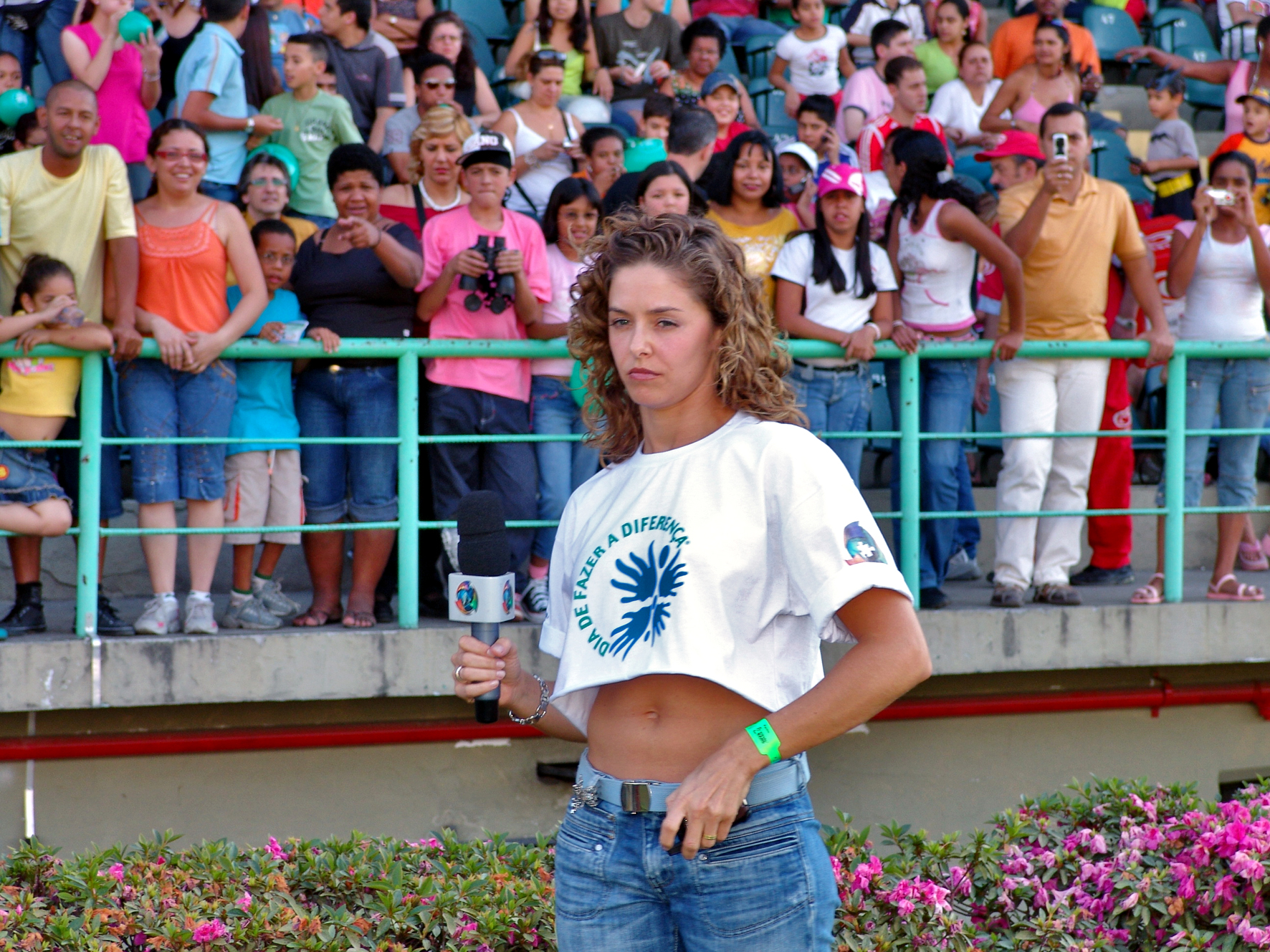
1990年代，演員比安卡·雷納爾蒂（Bianca Rinaldi）穿著露臍短上衣

- 美國歌手瑪丹娜在1985年5月接受《Spin》雜誌採訪時表示：「我最喜歡的鈕扣（button）是我的肚臍（belly button），我有著完美無缺的肚臍：它內凹、沒有細毛，當我用手指按在肚臍上時，我感受到一股力量從身體的中心射往我的脊椎。若是把一百個肚臍放在牆上，我肯定能挑出哪個是屬於我的。」[69][70]。在表演中露出肚臍成了她的招牌。[71][72][73]
- 美國演員薩爾·米涅奧有戀肚臍癖。他的夥伴Courtney Burr 在一次採訪裡表示自己認識到米涅奧的戀肚臍癖[74]。在《Sal Mineo: A Biography》一書中，作者Michael Gregg Michaud寫道：「薩爾有一種無可救藥的性慾。」Courtney解釋：「我們在性方面很契合，如果我們有時間，可以做一整天的愛。我發現他對肚臍有著偏好，他喜歡我的肚臍，會戳弄肚臍。」[75][76]
- 英國演員比莉·派柏表示自己的肚臍是她最喜歡的性感帶之一。在2000年6月接受《美信》雜誌的採訪裡，她表示：「我的肚臍很敏感也很怕癢，也會讓我產生性刺激。」[77]
- 泰萊塢（英语：Telugu cinema）電影導演Kovelamudi Raghavendra Rao（英语：Kovelamudi Raghavendra Rao）有著戀肚臍癖，他導演的電影裡總是有展露肚臍的女主角。[78][79] 他曾經在盡可能地讓女主角的肚臍出現在每一個可能的鏡頭中，[80]並讓它們出現在歌曲中，使用冰塊、水、花、水果等物襯托。[81][82][83][84][85][86][87]

## 爭議

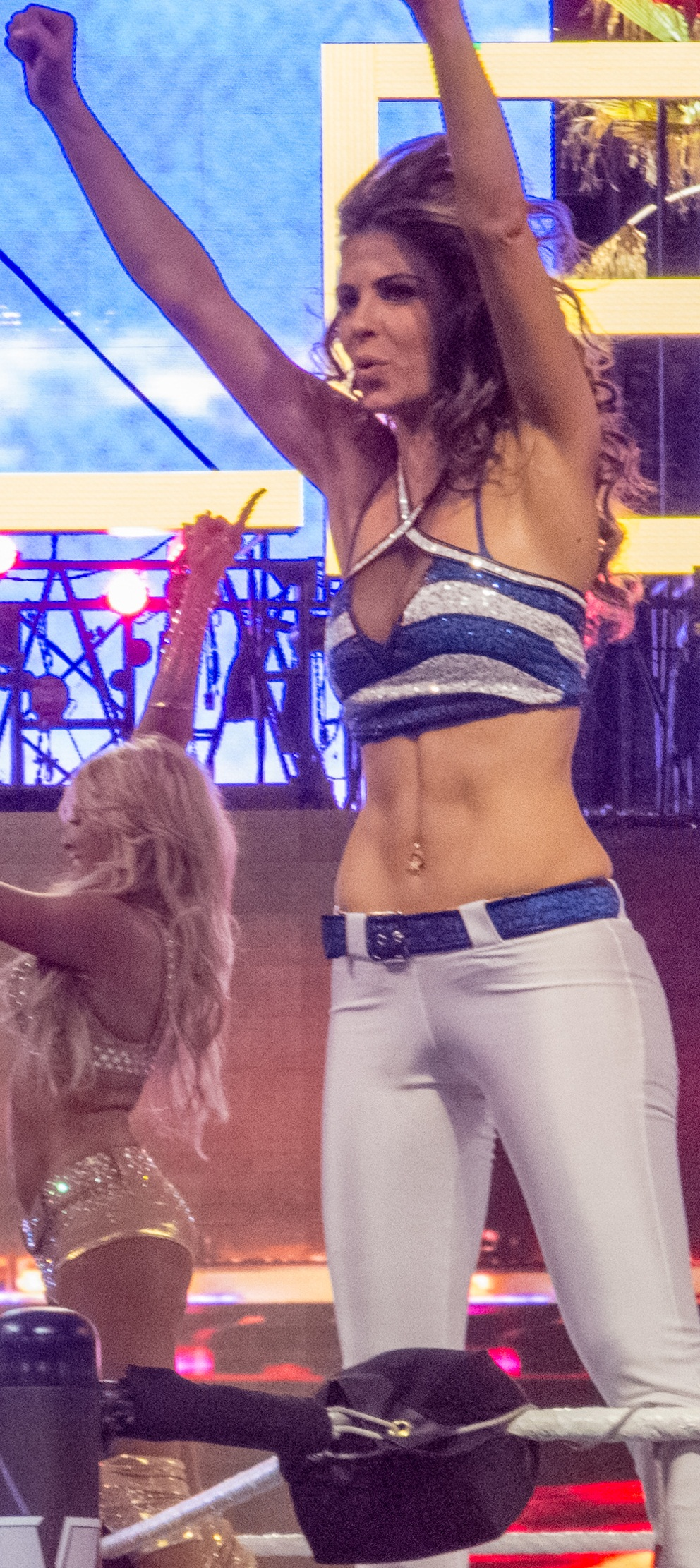
瑪麗亞·曼努諾斯

美國電視演員瑪麗亞·曼努諾斯在2012年6月11日的霍華德·斯特恩秀上表示，她在某次醫療期間遭到多名醫生性騷擾，並指出其中一名男性醫生評論她的肚臍「性感」、接著摸了摸她的肚臍環。瑪麗亞·曼努諾斯表示她不想把事情鬧大，所以沒有提出告訴。